# Rampa Mosveu
Rampa Mosveu (* 6. Juni 1975) ist ein ehemaliger botswanischer Sprinter.

## Sport
Mosveu nahm an den Olympischen Sommerspielen 1996 in Atlanta teil. In der Staffel über 4-mal 400 Meter lief er mit Agrippa Matshameko, Keteng Baloseng und Johnson Kubisa. Das Team schied im Vorlauf aus.